# Adrià Altimira
Adrià Altimira, né le 28 mars 2001 à Cardedeu, est un footballeur espagnol, international catalan qui évolue au poste d'arrière droit au Villarreal CF.

## Biographie

### Carrière en club
Né à Cardedeu  en Catalogne espagnole, Adrià Altimira est formé par le FC Barcelone, sans toutefois y intégrer le groupe professionnel en championnat d'Espagne. En fin de contrat à l'été 2020, il signe avec l'équipe croate du NK Lokomotiva Zagreb, mais résilie son contrat peu de temps après et est rentre en espagne, signant avec l'UD Melilla le 7 octobre 2020, où il commence sa carrière en Segunda Division B.
En juillet 2021, Altimira rejoint le FC Andorra dans la nouvellement créée Primera Division RFEF. Il s'impose comme titulaire et cadre de cette équipe qui obtient sa première promotion en deuxième division,.
En juillet 2023, il rejoint le Villarreal CF en championnat d'Espagne, et où il fait ses débuts au plus haut niveau espagnol.
Après avoir renouvelé son contrat avec les récents vainqueur de la Ligue Europa,,, Altimira est prêté au CD Leganés lors de la saison 2024-25,.

### Carrière en sélection
En mai 2025, Altimira est convoqué avec l'équipe de Catalogne. Il honore sa première sélection le 28 mai 2025, lors d'une victoire 2-0 face au Costa Rica,,.

## Palmarès
CD Leganés
- Championnat d'Espagne
  - Champion en 2024-2025